# Курскхимволокно
ООО «Курскхимволокно» — российская компания. Полное наименование — Общество с ограниченной ответственностью «Курскхимволокно». Крупное химическое предприятие в городе Курск. Является единственным предприятием в России, имеющем диверсифицированное производство полиамидных нитей и волокон.

## История
- 1956 г. — ГИПРОИВ (комплексный институт по проектированию предприятий химических волокон) начал разработку проекта строительства специализированных заводов по производству синтетических нитей и волокон, что позволило в короткие сроки начать строительство заводов по всему Советскому Союзу. Одним из первоочередных проектов было строительство завода в городе Курске.
- 30 июня 1960 г. считается официальным днем рождения завода, как первого в Советском Союзе завода по производству полиэфирного волокна лавсан. Именно в этот день была получена первая тонна полиэфирного волокна.
- В 1963 г. освоен выпуск полипропиленовых нитей и волокон для ковровой промышленности.
- В 1964 г. на заводе запущено производство полиамидных технических нитей и кордных тканей на производстве «Капрон».
- В 1973—1978 гг. производилась реконструкция производства «Капрон», путем ввода в эксплуатацию нового химико-прядильного цеха (оборудование ЧССР). Всего было смонтировано более 600 единиц нового оборудования поставленного из ЧССР, ГДР и отечественного. В 1978 году состоялся пуск производства иглопробивных ковровых покрытий.
- В 1979 г. намечалась реконструкция производства «Лавсан» на базе нового отечественного оборудования. Дополиконденсатором ДПКС-2 производства Краснодарского СКТБ «Пластмаш», формовочно-приемными машинами АФП-1000ЛТК-18 и горизонтальные вытяжные агрегаты АВ-192Л — производства «Ленинградским машиностроительным объединением имени К.Маркса». Оборудование введено в строй в 1984 году. Однако из-за существенных конструктивных недостатков реконструкция была приостановлена. В ходе 1985—1989 гг. ПО «Химволокно» добивалось выполнения мероприятий и обязательств поставщиков оборудования по повышению работоспособности агрегатов. Однако в ходе испытаний были вновь выявились существенные недостатки. Реконструкция остановилась.
- В 1983 году был введен в эксплуатацию двухэтажный цех товаров народного потребления площадью 6144 квадратных метра, в цехе смонтировано 140 единиц технологического оборудования.
- В 1985—1986 годах в цехе крутки и снования шелка производства «Капрон» было выделено помещение площадью 3168 кв. м. для организации нового участка по выпуску текстурированных капроновых нитей и тканой капроновой безворсовой дорожки. На 11 ткацких станках, смонтированных на этом участке, в 1986 году было выработано 16 177 кв. м. капроновой дорожки.
- В 1987 году освоен выпуск охлаждающей жидкости «тосол-А40М».
- В 1988 г. заключен контракт с японскими фирмами «Kobe Steel» и «Nissho Iwai» на поставку комплектного оборудования от передовых зарубежных производителей и технологического процесса фирмы «DuPont». Это позволяло создать производство полиэфирного волокна мощность 52130 тысяч тонн в год. Оборудование было поставлено в полном объёме в 1990—1991 гг. Финансирование строительства планировалось из централизованных фондов. Но несмотря на то что объект был включен в федеральную программу льготного финансирования, средства выделялись ограниченно, а в 1996 году перестали поступать. Реконструкция была приостановлена.
- В 1990 году начат выпуск трикотажных изделий — женских колготок и мужских носков. Для этого на площади цеха крутки смонтировано 20 вязальных автоматов. В течение года было выпущено более 53 000 колготок и более 120 000 пар носков.
- В начале 90-х годов на производстве «Капрон» была проведена очередная модернизация. Смонтирована новая экструзионно-прядильная машина «Textima 2060» (ГДР) для 8-ниточного формования текстильной нити низкой плотности. Смонтированы 6 машин совмещенного процесса вытягивания и текстурирования «Barmag FK6-S12» для выпуска нити линейной плотности от 2,2 до 10 текс х 2.[2]
- В 1992 году предприятие реорганизовано в акционерное общество открытого типа (АООТ), с уставным капиталом 493 559 тыс. рублей. Контрольный пакет акций был распределен среди членов трудового коллектива и бывших работников. Совет директоров возглавил Е. Г. Яковлев.
- В течение 1992—1996 годов в связи с разрушением экономических связей, роста цен на сырье и энергоносителей, сокращения спроса, резко снизились объёмы выпуска продукции.
- В 1997 году спрос на акции АООТ «Курскхимволокно» на рынке резко возрос. Крупные пакеты акций были приобретены сторонними организациями. За работниками осталось 3,3 % акций.
- В апреле 1998 году принято решение о вхождении предприятия в состав финансово-промышленной группы «Нефтехимпром» занимающимся шинным бизнесом. В мае этого же года генеральным директором выбран А. В. Арефьев. Советом директоров намечена программа выхода предприятия из кризиса, уход от «бартерных» расчетов на расчет «живыми» деньгами за выпускаемую продукцию.[3]
- В 1999 году выпуск химических волокон и нитей увеличился в 1,5 раза по сравнению с 1998 годом, составив 10 460 тонн. Сократились затраты на выпуск продукции, предприятие приблизилось к уровню безубыточной работы. В 1998—1999 годах при участии фирм «Капрохим» и «Архимаг» на прядильных машинах «Textima» 2060 и 2030/1 смонтированы установки дозирования полимерного концентрата красителя в расплав полимера, освоен выпуск крашенных капроновых комплексных нитей линейной плотностью 5 и 10 текс и текстурированных нитей 5 текс х 2 и 10 текс х 2. В ткацком цехе освоены бесчелночные ткацкие станки СТБТ1-220 производства ОАО «Текстильмаш» и организован выпуск полиамидной технической ткани ТК-2000-2 из крученых нитей плотностью 187 текс х 2 по основе и утку для изготовления конвейерных лент и приводных ремней. Начат выпуск полиэфирной кордной ткани типа 14ЛДУ и 21ЛДУ из малоусадочной адгезионной нити 111 текс и двухкомпонентной высокорастяжимой нити в утке.
- В 2001 году АООТ «Курскхимволокно» было признано банкротом, в результате которого на месте открытого акционерного общества появились ЗАО «Химволокно» и ООО «Торговый дом Курскхимволокно». В результате грамотно продуманной антикризисной политике предприятия в 2002 году выпуск продукции вырос в 3 раза. Однако это составляло всего 16 % мощности производства «Капрон». В 2005 году на производстве «Лавсан» выпустили всего порядка 500 тонн продукции.
- В 2007 году в рамках долгосрочной стратегической программы «КуйбышевАзот» по увеличению переработки капролактама на территории России в конце 2007 г. осуществлена покупка предприятия «Курскхимволокно». Это стало началом нового этапа в развитии производства, разработка программ технического перевооружения предприятия и новых перспективных направлений[4]
- В 2009 году пущены в эксплуатацию высокоскоростные машины фирмы SSM (Швейцария) для перемотки с пневмосоединением концов текстурированной нити, современное крутильное и ткацкое оборудование для наработки кордных тканей — крутильные машины типа CC Easy производства фирмы «Oerlikon Saurer» (Швейцария), ткацкий станок модели AWSR4/E4 производства фирмы « DORNIER» (Германия).
- В 2010—2011 годах закончен монтаж высокоскоростной машины SSW совмещенного формования и предварительного вытягивания для получения частично ориентированной нити при наработке тонких ассортиментов текстурированных нитей. Запущены в работу машина вытяжки и намотки типа DWI 500 фирмы «Comoli Fermo Srl», предназначенная для вытяжки и термообработки текстильных и технических филаментных нитей из полиамидов, полиэфиров и полипропилена, 2 крутильные машины двойного кручения типа R325N-F фирмы «Ratti Luino S.r.l.», предназначенные для выпуска крученых комплексных нитей с термофиксированной круткой. Произведена модернизация трёх полимеризационно-прядильных установок с переводом их на экструдерную схему в химико-прядильном цехе. На участке совмещенного формования химико-прядильного цеха введены в эксплуатацию 3 машины совмещенного формования, вытягивания и намотки Sym TTec фирмы «Swiss Tex» для выпуска высокопрочной термостабилизированной или термосветостабилизированной полиамидной технической нити и прецизионная мотальная машина PSM-51-R фирмы SSM для перемотки технической нити на большие паковки.
- В 2013 году получен сертификат ISO 9001:2008, который подтверждает, что на предприятии внедрена и функционирует система менеджмента качества, гарантирующая качество выпускаемой продукции.

## Современный этап развития
В настоящее время ООО «Курскхимволокно» специализируется исключительно на производстве полиамидных нитей и волокон для различных отраслей промышленности.
Потребителями продукции ООО «Курскхимволокно» являются предприятия текстильно-галантерейной, трикотажной, чулочно-носочной, ковровой, сетеснастной промышленности, заводы резинотехнических изделий, фабрики технических тканей.
ООО «Курскхимволокно» является единственным предприятием в стране, выпускающим текстурированные полиамидные нити «эластик», которые широко используются в чулочно-носочном и трикотажном производстве.
Завод обладает большой производственной площадью — 100 гектар.

## Собственники
С декабря 2007 г. предприятие интегрировано в сырьевую и производственную систему ОАО «Куйбышевазот» (г. Тольятти) — крупнейшего российского производителя капролактама и полиамида. Это послужило началом нового этапа в развитии производства, когда начали разрабатываться и реализовываться программы технического перевооружения и модернизации предприятия.

## Производство
Ассортимент производимой продукции представлен следующим образом:
- Нити технические (служат для производства тросов, канатов, рыболовецких сетей, резинотехнических изделий, технических изделий, тарных тканей и упаковочных материалов)
- Нити текстильные (служат для производства в трикотажном и чулочно-носочном производстве; текстильно-галантерейной промышленности; производства тросов, канатов, рыболовецких сетей; производства технических тканей, в частности, для парашютных тканей и строп)
- Волокно штапельное (применяется в ковровой промышленности, текстильной промышленности; в производстве одеял, пледов, технических сукон)
- Ткань кордная (применяется для армирования покрышек пневматических шин)
- Фиброволокно полиамидное (применяется для армирования и улучшения свойств тяжелых и ячеистых бетонов, а также асфальтобетонных смесей)